# Dathée
Dathée – rzeka we Francji, przepływająca przez tereny departamentów Manche i Calvados, o długości 14,6 km. Stanowi dopływ rzeki Virène.